# Modena Football Club 2018 2025-2026
Questa voce raccoglie le informazioni riguardanti il Modena Football Club 2018 nelle competizioni ufficiali della stagione 2025-2026.

## Stagione
Il Modena disputa il campionato di Serie B. Viene eliminata dal Torino ai trentaduesimi di finale di Coppa Italia Frecciarossa. 

## Divise e sponsor
Le nuove divise sono state presentate il 16 luglio, durante la cerimonia di inaugurazione del nuovo Modena Store, l'official store aperto dalla società canarina nel centro storico di Modena. Lo sponsor tecnico è per la quarta stagione di fila New Balance.
L'home kit si presenta con il classico colore giallo come protagonista, con la presenza del colletto a V in blu per contrastare. Sul tessuto, inoltre, è presente un pattern elegante composto da due simboli: lo stemma della città di Modena e il 1912, anno della fondazione del club. Sul retro, invece, è posizionata sotto il colletto la scritta Modna, con il primo logo storico del Modena rappresentato come elemento grafico nel lettering.
L'away kit, invece, utilizza come colore protagonista il blu, mentre il giallo è il colore del colletto e dei dettagli. 
Il third kit utilizza il colore bianco come protagonista, con il giallo oro utilizzato per i dettagli. 
Anche su queste due versioni è presente il pattern elegante.
Sono tre, invece, le versioni utilizzate per i portieri: la prima è di colore verde con dettagli e colletto giallo, la seconda è nera con dettagli e colletto giallo, la terza è rosa con dettagli e colletto blu. In tutte e tre è presente il pattern elegante presente anche nelle maglie dei giocatori di movimento.
Come main sponsor è ancora confermata la Kerakoll. Il main sponsor è accompagnato da Annovi Reverberi, posto al di sotto del logo dello sponsor tecnico. Sul retro, sotto il numero di gioco, è presente Reflexallen. Sui pantaloncini, si conferma la presenza di Studio Appari.

## Organigramma societario
Area direttiva
- Presidente onorario: Romano Sghedoni
- Presidente: Carlo Rivetti
- Vice presidente: Silvio Rivetti
- CDA: Carlo Rivetti, Silvio Rivetti, Matteo Rivetti, Camilla Rivetti, Ilaria Mazzeo
- Amministratore Delegato Sport: Matteo Rivetti
- Amministratore Delegato Corporate: Ilaria Mazzeo
- Chief Operating Officer (COO) e Segretario Generale: Andrea Russo
- Chief Financial Officer (CFO): Mauro Malavasi
- Chief Revenue Officer (CRO): Filippo Barozzi
- Chief Communication Officer (CCO): Ilaria Mazzeo
- Creativ Director: Mattia Rivetti

Operations
- Servizi Generali: Filippo Setti
- Delegato alla Sicurezza Evento: Stefano Zoboli
- Vice Delegato Sicurezza Evento: Luca Diana
- SLO: Maurizio Grillenzoni

Finance
- CFO: Mauro Malavasi
- Responsabile Amministrazione: Annamaria Manicardi
- Amministrazione: Lorenzo Pivetti
- Controllo di Gestione: Daniele Fioroni
- Acquisti: Filippo Bruni
- Consulente Risorse Umane: Maurizio Boschini

Revenue e Business
- CRO: Filippo Barozzi
- Responsabile Commerciaale e Sponsorship: Simone Palmieri
- Commerciale Sponsorship: Francesca Avagliano
- Merchandising, Store e CRM: Jacopo Fissi
- Ticketing: Luca Gherardi

Content e Communications
- CCO: Ilaria Mazzeo
- Responsabile Ufficio Stampa: Massimo Paroli
- Ufficio Stampa: Jacopo Mazza
- Digital e Social Media: Alberto Ravizza
- Grafica e Video: Veronica Simonini

Football
- Direttore Sportivo: Andrea Catellani
- Vice direttore sportivo e Responabile Scouting: Alessandro Consolati
- Responsabile Scouting Internazionale: Daniele Placido
- Team Manager: Paolo Ricchi

Area Tecnica
- Allenatore: Andrea Sottil
- Vice allenatore: Gianluca Cristaldi
- Collaborato tecnico: David Rodriguez
- Responsabile della preparazione atletica: Cristian Bella
- Preparatori atletici: Domenico Bronzi, Alessandro Brandoli
- Responsabile Match Analysis e analista tattico: Salvatore Gentile
- Match Analyst: Andrea Pulga
- Mental Coach: Eugenio Vassalle
- Magazzinieri: Claudio Pifferi, Davide Marzani, Emiliano Vannicola

Area sanitaria
- Responsabile area medica: Dott. Paolo Minafra
- Medico Sociale: Dr. Claudio Guicciardi, Dr. Massimiliano Pergreffi
- Responsabile fisioterapisti: Dr. Riccardo Levrini
- Fisioterapisti: Dr. Jacopo Bigliazzi, Dr. Andrea Martinelli

## Rosa
Dal sito ufficiale della società:
| N. |                       | Ruolo | Calciatore                   |
| -- | --------------------- | ----- | ---------------------------- |
| 1  | Argentina (bandiera)  | P     | Leandro Chichizola           |
| 2  | Francia (bandiera)    | D     | Gady Beyuku                  |
| 3  | Italia (bandiera)     | D     | Fabio Ponsi                  |
| 4  | Italia (bandiera)     | D     | Antonio Pergreffi (capitano) |
| 6  | Italia (bandiera)     | C     | Luca Magnino                 |
| 7  | Italia (bandiera)     | D     | Francesco Zampano            |
| 8  | Italia (bandiera)     | C     | Simone Santoro               |
| 9  | Italia (bandiera)     | A     | Ettore Gliozzi               |
| 10 | Italia (bandiera)     | A     | Giuseppe Caso                |
| 11 | Portogallo (bandiera) | A     | Pedro Mendes                 |
| 12 | Italia (bandiera)     | P     | Andrea Maran                 |
| 16 | Italia (bandiera)     | C     | Fabio Gerli                  |
| 17 | Francia (bandiera)    | C     | Yanis Massolin               |
| 18 | Finlandia (bandiera)  | C     | Niklas Pyyhtiä               |
| 19 | Togo (bandiera)       | D     | Steven Nador                 |

| N. |                        | Ruolo | Calciatore            |
| -- | ---------------------- | ----- | --------------------- |
| 20 | Paesi Bassi (bandiera) | D     | Bryant Nieling        |
| 22 | Italia (bandiera)      | P     | Michele Pezzolato     |
| 23 | Italia (bandiera)      | C     | Francesco Di Mariano  |
| 24 | Italia (bandiera)      | C     | Marco Oliva           |
| 25 | Italia (bandiera)      | D     | Alessandro Dellavalle |
| 28 | Italia (bandiera)      | D     | Davide Adorni         |
| 29 | Italia (bandiera)      | D     | Matteo Cotali         |
| 33 | Italia (bandiera)      | D     | Cristian Cauz         |
| 34 | Italia (bandiera)      | D     | Edoardo Olivieri      |
| 77 | Italia (bandiera)      | D     | Daniel Tonoli         |
| 78 | Italia (bandiera)      | P     | Fabrizio Bagheria     |
| 80 | Grecia (bandiera)      | C     | Ioannis Sarris        |
| 92 | Francia (bandiera)     | A     | Grégoire Defrel       |
| 98 | Italia (bandiera)      | A     | Luca Zanimacchia      |

## Calciomercato

### Sessione estiva(dall'1/7 all'1/9)
| Acquisti         | Acquisti              | Acquisti           | Acquisti      |
| R.               | Nome                  | da                 | Modalità      |
| ---------------- | --------------------- | ------------------ | ------------- |
| P                | Leandro Chichizola    | Spezia             | definitivo    |
| D                | Alessandro Dellavalle | Torino             | prestito      |
| D                | Daniel Tonoli         | Pergolettese       | fine prestito |
| D                | Bryant Nieling        | Cambuur            | definitivo    |
| D                | Francesco Zampano     | Venezia            | svincolato    |
| D                | Davide Adorni         | Brescia            | svincolato    |
| C                | Steven Nador          | SPAL               | svincolato    |
| C                | Yanis Massolin        | Francs Borains     | svincolato    |
| C                | Niklas Pyyhtiä        | Bologna            | prestito      |
| A                | Francesco Di Mariano  | Palermo            | definitivo    |
| A                | Luca Zanimacchia      | Cremonese          | prestito      |
| Altre operazioni |                       |                    |               |
| R.               | Nome                  | da                 | Modalità      |
| P                | Michele Pezzolato     | Union Clodiense CS | fine prestito |
| D                | Abdoul Guiebre        | Torres             | fine prestito |
| D                | Edoardo Olivieri      | Pergolettese       | fine prestito |
| D                | Shady Oukhadda        | Benevento          | fine prestito |
| D                | Roko Vukušić          | Union Clodiense CS | fine prestito |
| D                | Mauro Coppolaro       | Carrarese          | fine prestito |
| C                | Lukas Mondele         | Bilje              | fine prestito |
| C                | Luca Tremolada        | Ascoli             | fine prestito |
| C                | Ousmane Niang         | Pro Vercelli       | fine prestito |
| A                | Alessandro Ghillani   | Trento             | fine prestito |
| A                | Lorenzo Di Stefano    | Campobasso         | fine prestito |
| A                | Luca Strizzolo        | Trento             | fine prestito |
| A                | Romeo Giovannini      | Gubbio             | fine prestito |
| A                | Fabio Abiuso          | Sampdoria          | fine prestito |
| A                | Thomas Alberti        | Pescara            | fine prestito |

| Cessioni         | Cessioni              | Cessioni       | Cessioni                |
| R.               | Nome                  | a              | Modalità                |
| ---------------- | --------------------- | -------------- | ----------------------- |
| P                | Riccardo Gagno        | Vicenza        | definitivo              |
| P                | Andrea Seculin        | Trapani        | fine prestito           |
| D                | Eric Botteghin        | svincolato     | fine contratto          |
| D                | Mattia Caldara        | svincolato     | fine contratto          |
| D                | Alessandro Di Pardo   | Cagliari       | fine prestito           |
| D                | Riyad Idrissi         | Cagliari       | fine prestito           |
| D                | Stipe Vulikić         | Sampdoria      | fine prestito           |
| D                | Giovanni Zaro         | Cesena         | definitivo              |
| C                | Edoardo Duca          | svincolato     | fine contratto          |
| C                | Kleis Bozhanaj        | Carrarese      | prestito                |
| C                | Antonio Palumbo       | Palermo        | definitivo              |
| C                | Thomas Battistella    | Juve Stabia    | definitivo              |
| A                | Issiaka Kamate        | Inter          | fine prestito           |
| Altre operazioni |                       |                |                         |
| R.               | Nome                  | a              | Modalità                |
| P                | Mirko Castelnuovo     | Nissa          |                         |
| D                | Roko Vukušić          | svincolato     | fine contratto          |
| D                | Alessandro Dellavalle | Torino         | fine prestito           |
| D                | Mauro Coppolaro       | Salernitana    | risoluzione consensuale |
| D                | Abdoul Guiebre        | Ascoli         | definitivo              |
| C                | Lukas Mondele         | Francs Borains | definitivo              |
| C                | Luca Tremolada        | svincolato     | risoluzione consensuale |
| C                | Ousmane Niang         | Gubbio         | prestito                |
| A                | Alessandro Ghillani   | Lumezzane      | prestito                |
| A                | Thomas Alberti        | Novara         | definitivo              |
| A                | Lorenzo Di Stefano    | Torres         | definitivo              |
| A                | Fabio Abiuso          | Carrarese      | definitivo              |
| A                | Romeo Giovannini      | Vis Pesaro     | definitivo              |

### Sessione invernale(dal 2/1 all'2/2)
| Acquisti         | Acquisti         | Acquisti         | Acquisti         |
| R.               | Nome             | da               | Modalità         |
| Altre operazioni | Altre operazioni | Altre operazioni | Altre operazioni |
| R.               | Nome             | da               | Modalità         |
| ---------------- | ---------------- | ---------------- | ---------------- |

| Cessioni         | Cessioni         | Cessioni         | Cessioni         |
| R.               | Nome             | a                | Modalità         |
| Altre operazioni | Altre operazioni | Altre operazioni | Altre operazioni |
| R.               | Nome             | a                | Modalità         |
| ---------------- | ---------------- | ---------------- | ---------------- |

## Risultati

### Serie B

#### Girone di andata
| Genova 25 agosto 2025, ore 20:30 CEST 1ª giornata | Sampdoria | – | Modena | Stadio Luigi Ferraris |

| Modena 30 agosto 2025, ore 21:00 CEST 2ª giornata | Modena | – | Avellino | Stadio Alberto Braglia |

| Modena 13 settembre 2025, ore 15:00 CEST 3ª giornata | Modena | – | Bari | Stadio Alberto Braglia |

| Mantova 20 settembre 2025 4ª giornata | Mantova | – | Modena | Stadio Danilo Martelli |

| Modena 27 settembre 2025 5ª giornata | Modena | – | Pescara | Stadio Alberto Braglia |

| Carrara 30 settembre 2025 6ª giornata | Carrarese | – | Modena | Stadio dei Marmi Pietro Mennea |

| Modena 4 ottobre 2025 7ª giornata | Modena | – | Virtus Entella | Stadio Alberto Braglia |

| Palermo 18 ottobre 2025 8ª giornata | Palermo | – | Modena | Stadio Renzo Barbera |

| Modena 25 ottobre 2025 9ª giornata | Modena | – | Empoli | Stadio Alberto Braglia |

| Reggio Emilia 28 ottobre 2025 10ª giornata | Reggiana | – | Modena | Mapei Stadium - Città del Tricolore |

| Modena 1° novembre 2025 11ª giornata | Modena | – | Juve Stabia | Stadio Alberto Braglia |

| La Spezia 8 novembre 2025 12ª giornata | Frosinone | – | Modena | Stadio Benito Stirpe |

| Modena 22 novembre 2025 13ª giornata | Modena | – | Südtirol | Stadio Alberto Braglia |

| Cesena 29 novembre 2025 14ª giornata | Cesena | – | Modena | Orogel Stadium-Dino Manuzzi |

| Modena 8 dicembre 2025 15ª giornata | Modena | – | Catanzaro | Stadio Alberto Braglia |

| La Spezia 13 dicembre 2025 16ª giornata | Spezia | – | Modena | Stadio Alberto Picco |

| Modena 20 dicembre 2025 17ª giornata | Modena | – | Venezia | Stadio Alberto Braglia |

| Modena 27 dicembre 2025 18ª giornata | Modena | – | Monza | Stadio Alberto Braglia |

| Padova 10 gennaio 2026 19ª giornata | Padova | – | Modena | Stadio Euganeo |

#### Girone di ritorno
| Pescara 17 gennaio 2026 20ª giornata | Pescara | – | Modena | Stadio Adriatico-Giovanni Cornacchia |

| Modena 24 gennaio 2026 21ª giornata | Modena | – | Palermo | Stadio Alberto Braglia |

| Empoli 31 gennaio 2026 22ª giornata | Empoli | – | Modena | Stadio Carlo Castellani |

| Modena 7 febbraio 2026 23ª giornata | Modena | – | Sampdoria | Stadio Alberto Braglia |

| Venezia 10 febbraio 2026 24ª giornata | Venezia | – | Modena | Stadio Pier Luigi Penzo |

| Modena 14 febbraio 2026 25ª giornata | Modena | – | Carrarese | Stadio Alberto Braglia |

| Castellammare di Stabia 21 febbraio 2026 26ª giornata | Juve Stabia | – | Modena | Stadio Romeo Menti |

| Modena 28 febbraio 2026 27ª giornata | Modena | – | Padova | Stadio Alberto Braglia |

| Chiavari 3 marzo 2026 28ª giornata | Virtus Entella | – | Modena | Stadio Enrico Sannazzari |

| Modena 7 marzo 2026 29ª giornata | Modena | – | Cesena | Stadio Alberto Braglia |

| Modena 14 marzo 2026 30ª giornata | Modena | – | Spezia | Stadio Alberto Braglia |

| Catanzaro 17 marzo 2026 31ª giornata | Catanzaro | – | Modena | Stadio Nicola Ceravolo |

| Modena 21 marzo 2026 32ª giornata | Modena | – | Mantova | Stadio Alberto Braglia |

| Bari 6 aprile 2026 33ª giornata | Bari | – | Modena | Stadio San Nicola |

| Bolzano 11 aprile 2026 34ª giornata | Südtirol | – | Modena | Stadio Druso |

| Modena 18 aprile 2026 35ª giornata | Modena | – | Frosinone | Stadio Alberto Braglia |

| Monza 25 aprile 2026 36ª giornata | Monza | – | Modena | Stadio Brianteo |

| Modena 1° maggio 2026 37ª giornata | Modena | – | Reggiana | Stadio Alberto Braglia |

| Avellino 9 maggio 2026 38ª giornata | Avellino | – | Modena | Stadio Partenio-Adriano Lombardi |

### Coppa Italia

#### Turni eliminatori
| Arbitro: | Tremolada (Monza) |

|            |           |  |
| Vlašić 51’ | Marcatori |  |

## Statistiche

### Statistiche di squadra
| Competizione | Punti | In casa | In casa | In casa | In casa | In casa | In casa | In trasferta | In trasferta | In trasferta | In trasferta | In trasferta | In trasferta | Totale | Totale | Totale | Totale | Totale | Totale | DR |
| Competizione | Punti | G       | V       | N       | P       | Gf      | Gs      | G            | V            | N            | P            | Gf           | Gs           | G      | V      | N      | P      | Gf     | Gs     | DR |
| ------------ | ----- | ------- | ------- | ------- | ------- | ------- | ------- | ------------ | ------------ | ------------ | ------------ | ------------ | ------------ | ------ | ------ | ------ | ------ | ------ | ------ | -- |
| Serie B      |       |         |         |         |         |         |         |              |              |              |              |              |              |        |        |        |        |        |        |    |
| Coppa Italia | -     | -       | -       | -       | -       | -       | -       | 1            | 0            | 0            | 1            | 0            | 1            | 1      | 0      | 0      | 1      | 0      | 1      | -1 |
| Totale       | -     |         |         |         |         |         |         |              |              |              |              |              |              |        |        |        |        |        |        |    |

### Andamento in campionato
| Giornata  | 1 | 2 | 3 | 4 | 5 | 6 | 7 | 8 | 9 | 10 | 11 | 12 | 13 | 14 | 15 | 16 | 17 | 18 | 19 | 20 | 21 | 22 | 23 | 24 | 25 | 26 | 27 | 28 | 29 | 30 | 31 | 32 | 33 | 34 | 35 | 36 | 37 | 38 |
| --------- | - | - | - | - | - | - | - | - | - | -- | -- | -- | -- | -- | -- | -- | -- | -- | -- | -- | -- | -- | -- | -- | -- | -- | -- | -- | -- | -- | -- | -- | -- | -- | -- | -- | -- | -- |
| Luogo     |   |   |   |   |   |   |   |   |   |    |    |    |    |    |    |    |    |    |    |    |    |    |    |    |    |    |    |    |    |    |    |    |    |    |    |    |    |    |
| Risultato |   |   |   |   |   |   |   |   |   |    |    |    |    |    |    |    |    |    |    |    |    |    |    |    |    |    |    |    |    |    |    |    |    |    |    |    |    |    |
| Posizione |   |   |   |   |   |   |   |   |   |    |    |    |    |    |    |    |    |    |    |    |    |    |    |    |    |    |    |    |    |    |    |    |    |    |    |    |    |    |

Legenda:

Luogo: C = Casa; T = Trasferta. Risultato: V = Vittoria; N = Pareggio; P = Sconfitta.

### Statistiche dei giocatori
| Giocatore      | Serie B  | Serie B | Serie B     | Serie B    | Coppa Italia | Coppa Italia | Coppa Italia | Coppa Italia | Totale   | Totale | Totale      | Totale     |
| Giocatore      | Presenze | Reti    | Ammonizioni | Espulsioni | Presenze     | Reti         | Ammonizioni  | Espulsioni   | Presenze | Reti   | Ammonizioni | Espulsioni |
| -------------- | -------- | ------- | ----------- | ---------- | ------------ | ------------ | ------------ | ------------ | -------- | ------ | ----------- | ---------- |
| D. Adorni      | 0        | 0       | 0           | 0          | 1            | 0            | 0            | 0            | 1        | 0      | 0           | 0          |
| F. Bagheria    | 0        | 0       | 0           | 0          | 0            | 0            | 0            | 0            | 0        | 0      | 0           | 0          |
| G. Beyuku      | 0        | 0       | 0           | 0          | 1            | 0            | 0            | 0            | 1        | 0      | 0           | 0          |
| L. Chichizola  | 0        | 0       | 0           | 0          | 1            | -1           | 0            | 0            | 1        | -1     | 0           | 0          |
| G. Caso        | 0        | 0       | 0           | 0          | 0            | 0            | 0            | 0            | 0        | 0      | 0           | 0          |
| C. Cauz        | 0        | 0       | 0           | 0          | 0            | 0            | 0            | 0            | 0        | 0      | 0           | 0          |
| M. Cotali      | 0        | 0       | 0           | 0          | 0            | 0            | 0            | 0            | 0        | 0      | 0           | 0          |
| G. Defrel      | 0        | 0       | 0           | 0          | 1            | 0            | 0            | 0            | 1        | 0      | 0           | 0          |
| A. Dellavalle  | 0        | 0       | 0           | 0          | 0            | 0            | 0            | 0            | 0        | 0      | 0           | 0          |
| F. Di Mariano  | 0        | 0       | 0           | 0          | 1            | 0            | 0            | 0            | 1        | 0      | 0           | 0          |
| F. Gerli       | 0        | 0       | 0           | 0          | 1            | 0            | 0            | 0            | 1        | 0      | 0           | 0          |
| E. Gliozzi     | 0        | 0       | 0           | 0          | 1            | 0            | 0            | 0            | 1        | 0      | 0           | 0          |
| L. Magnino     | 0        | 0       | 0           | 0          | 1            | 0            | 0            | 0            | 1        | 0      | 0           | 0          |
| A. Maran       | 0        | 0       | 0           | 0          | 0            | 0            | 0            | 0            | 0        | 0      | 0           | 0          |
| Y. Massolin    | 0        | 0       | 0           | 0          | 1            | 0            | 0            | 0            | 1        | 0      | 0           | 0          |
| P. Mendes      | 0        | 0       | 0           | 0          | 1            | 0            | 0            | 0            | 1        | 0      | 0           | 0          |
| S. Nador       | 0        | 0       | 0           | 0          | 0            | 0            | 0            | 0            | 0        | 0      | 0           | 0          |
| B. Nieling     | 0        | 0       | 0           | 0          | 1            | 0            | 0            | 0            | 1        | 0      | 0           | 0          |
| M. Oliva       | 0        | 0       | 0           | 0          | 0            | 0            | 0            | 0            | 0        | 0      | 0           | 0          |
| E. Olivieri    | 0        | 0       | 0           | 0          | 0            | 0            | 0            | 0            | 0        | 0      | 0           | 0          |
| A. Pergreffi   | 0        | 0       | 0           | 0          | 0            | 0            | 0            | 0            | 0        | 0      | 0           | 0          |
| M. Pezzolato   | 0        | 0       | 0           | 0          | 0            | 0            | 0            | 0            | 0        | 0      | 0           | 0          |
| F. Ponsi       | 0        | 0       | 0           | 0          | 0            | 0            | 0            | 0            | 0        | 0      | 0           | 0          |
| N. Pyyhtiä     | 0        | 0       | 0           | 0          | 1            | 0            | 0            | 0            | 1        | 0      | 0           | 0          |
| S. Santoro     | 0        | 0       | 0           | 0          | 1            | 0            | 0            | 0            | 1        | 0      | 0           | 0          |
| Y. Sarris      | 0        | 0       | 0           | 0          | 0            | 0            | 0            | 0            | 0        | 0      | 0           | 0          |
| D. Tonoli      | 0        | 0       | 0           | 0          | 1            | 0            | 0            | 0            | 1        | 0      | 0           | 0          |
| F. Zampano     | 0        | 0       | 0           | 0          | 1            | 0            | 0            | 0            | 1        | 0      | 0           | 0          |
| L. Zanimacchia | 0        | 0       | 0           | 0          | 1            | 0            | 0            | 0            | 1        | 0      | 0           | 0          |

## Settore giovanile

### Organigramma
- Responsabile: Davide Caliaro
- Responsabile Area Tecnica: Enea Corsi
- Responsabile Scouting: Gabriele Ceola
- Segretario Generale: Stefano Casolari
- Segretario Sportivo: Giacomo Caravello
- Responsabile Organizzativo: Andrea Mezzapelle
- Responsabile Attività di Base: Roby Malverti
- Responsabile Tecnico Attività di Base: Gennaro Puca
- Responsabile Scouting Attività di Base: Luca Cavazzuti
- Responsabile Progetti Speciali e Coordinatore Tecnico Canarini 1912 SSD: Elena Viani

Area tecnica
- Primavera
  - Allenatore: Paolo Mandelli
  - Allenatore in seconda:
  - Preparatore atletico:
- Under-17
  - Allenatore: Leonardo Fontanesi
  - Allenatore in seconda: Antonio Cinelli
  - Collaboratore tecnico: Luca Porru
  - Preparatore dei portieri: Mattia Cortesi
  - Massaggiatore: Francesco Ferraguti
- Under-16
  - Allenatore: Giovanni Morselli
  - Allenatore in seconda:
  - Preparatore dei portieri:

- Under-15
  - Allenatore: Andrea Carrozza
  - Preparatore dei portieri:
- Under-14
  - Allenatore: Diego Liso

Attività di base
- Under-12
  - Allenatore:
- Under-11
  - Allenatore:
- Under-10
  - Allenatore:
- Under-9
  - Allenatore:
- Under-8
  - Allenatore:

### Piazzamenti
- Primavera:
  - Campionato:
  - Coppa Italia:
  - Torneo Città di Vignola:
- Under-17:
  - Campionato:
  - Memorial Francesco Seghedoni: 2° posto
- Under-16:
  - Campionato:
- Under-15:
  - Campionato:
- Under-14:
  - Campionato:
- Under-13:
  - Campionato:

## Settore femminile

### Organigramma
Prima squadra
- Direttore Sportivo: Claudio Coppelli
- Team Manager: Martina Coppelli
- Segretario: Franco Martelli
- Allenatore: Simona Rossi
- Vice allenatore: Danilo Bortolotti
- Preparatore dei portieri: Ignazio Nicita
- Preparatore atletico: Francesco Pio Cattabriga
- Fisioterapia: Roberto Benedetti
- Accompagnatore: Roberto Muzzioli

### Piazzamenti
- Prima squadra:
  - Campionato: da disputare
  - Coppa Emilia: da disputare